# Iron Maiden (album)
Iron Maiden, der blev udgivet 14. april 1980, er debutalbummet fra det engelske heavy metalband Iron Maiden. Albummet er udgivet på EMI og opnåede som højeste placering en fjerdeplads på den britiske albumhitliste. Nogle måneder senere blev albummet udgivet i USA og her blev sangen Sanctuary, der kun havde været udgivet som single i Storbritannien inkluderet. I 1998 blev albummet ligesom alle andre Iron Maidenalbums fra før The X Factor genudgivet. Ved denne lejlighed blev Sanctuary tilføjet i alle lande.
Af sangene på dette album er både "Phantom of the Opera," "Running Free," "Sanctuary" og "Iron Maiden" sange bandet stadig spiller regelmæssigt til koncerter. Den sidstnævnte bruges ofte til at bringe en stor figur af bandets maskot Eddie på scenen.
Fire af sangene på albummet blev der lavet coverversioner af i forbindelse med hyldestalbummet Maiden Heaven: A Tribute to Iron Maiden udgivet af rockbladet Kerrang! i 2008. Disse var Prowler, Remember Tomorrow, Running Free og Iron Maiden.

## Numre

### Den originale Britiske udgivelse
Alle sange er skrevet af Steve Harris medmindre andet er angivet.
1. "Prowler" – 3:55
2. "Remember Tomorrow" (Paul Di'Anno, Steve Harris) – 5:27
3. "Running Free" (Paul Di'Anno, Steve Harris) – 3:17
4. "Phantom of the Opera" – 7:20
5. "Transylvania" – 4:05
6. "Strange World" – 5:45
7. "Charlotte the Harlot" (Dave Murray) – 4:12
8. "Iron Maiden" – 3:35

### Første amerikanske udgivelse
1. "Prowler" – 3:52
2. "Remember Tomorrow" (Paul Di'Anno, Steve Harris) – 5:27
3. "Running Free" (Paul Di'Anno, Steve Harris) – 3:14
4. "Phantom of the Opera" – 7:20
5. "Transylvania" – 4:19
6. "Strange World" – 5:40
7. "Sanctuary" (Dave Murray, Poul Di'Anno, Steve Harris) – 3:12
8. "Charlotte the Harlot" (Dave Murray) – 4:10
9. "Iron Maiden" – 3:31

### Genudgivelse
1. "Prowler" – 3:56
2. "Sanctuary" (Dave Murray, Paul Di'Anno, Steve Harris) – 3:16
3. "Remember Tomorrow" (Poul Di'Anno, Steve Harris) – 5:27
4. "Running Free" (Poul Di'Anno, Steve Harris) – 3:17
5. "Phantom of the Opera" – 7:07
6. "Transylvania" – 4:19
7. "Strange World" – 5:32
8. "Charlotte the Harlot" (Dave Murray) – 4:12
9. "Iron Maiden" – 3:38

- I den amerikanske udgivelse er slutningen af Transylvania og introen til Strange World placeret i slutningen på Transylvania. Oprindeligt lå begge dele i starten af Strange World.

### Bonus CD fra genudgivelsen i 1995
1. "Sanctuary" (Poul Di'Anno, Dave Murray, Steve Harris)
2. "Burning Ambition"
3. "Drifter" (live)
4. "I've Got the Fire" (live) (Ronnie Montrose)